# Actio communi dividundo
A actio communi dividundo era, no direito romano, uma ação para pôr fim à copropriedade. Foi instituída por meio da Lex Licinnia, isto é, anterior ao ano de 210 a.C.. Cogita-se, por hipótese, que sua introdução no sistema romano tenha sido realizada com o objetivo de prover os herdeiros, que não haviam dividido a totalidade do patrimônio por meio da actio familiae erciscundae, com uma ação que lhes permitisse partilhar o que havia sobrado. Posteriormente, esta actio passou a ser empregada com outras finalidades. Na sua origem, ambas as ações se inspiraram na actio finium regundorum, constante já da Lei das XII Tábuas, que não servia para pôr fim à copropriedade, mas sim para esclarecer os limites de cada imóvel. 

## Requisitos
O condomínio (em latim, communio pro indiviso, condominium) era, no direito romano, concebido como uma propriedade por frações ideais. Os coproprietários estavam autorizados a dispor de suas frações independentemente da autorização de outros coproprietários, de forma que um terceiro podia adquirir frações ideais. Aquele que quisesse adquirir a propriedade exclusiva dependia do consenso dos outros coproprietários. Caso algum dos coproprietários se recusasse a prestar seu consentimento, a extinção da copropriedade só era possível mediante a actio communi dividundo. O juiz reorganizadas as novas relações de domínio por meio de um julgamento constitutivo (adiudicatio). Se a coisa pudesse ser dividida sem que houvesse perda de valor, então sua divisão acontecia na forma física. Caso, porém, essa divisão física não fosse possível, ela era atribuída a determinada pessoa que, por sua vez, obrigava-se ao pagamento compensatórios. Como alternativa, também era possível alienar a coisa e, com o produto da venda, proceder ao pagamento correspondente ao valor da fração ideal. A ação envolvia sempre dois proprietários de uma coisa corpórea, chamada res communis, pouco importando se eram proprietários por direito quiritário (domini) ou por direito pretoriano (com direito à actio publiciana in rem). 

## Características
Trata-se de uma das ações que integravam, nas Institutas de Justiniano, a categorias da actiones mixtae, isto é, daquelas que são parcialmente in rem e parcialmente in personam. Segundo Savigny, aproximam-se mais das actiones in personam, como sugere D.10.1.1, distinguindo-se delas apenas na peculiaridade de que, caso a atribuição da propriedade seja contestada, pode-se nela realizar a própria determinação. Segundo Kaser, esta actio tinha dois objetivos: do ponto de vista dos direitos reais, renovar as relações de domínio sobre a coisa; do ponto de vista obrigacional, obrigar ao pagamento compensatório.  Além disso, considera-se que são duplicia judicia (ações dúplices), pois tanto o autor como o réu podem ser beneficiados com a decisão, posto que formalmente constasse como autor aquele que provocou o início do processo. 

## Casos práticos
A actio communi dividundo tinha importância especialmente no contexto da divisão do patrimônio societário e na separação de coisas que, pertencentes à proprietários distintos, haviam sido misturadas. Os socii, por meio dessa actio, recebiam de volta as coisas que haviam destinado à atividade societária; o pagamento compensatório, por sua vez, era feito por meio da actio pro socio. A divisão do patrimônio hereditário constituía um caso especial desta actio, que não podia ser empregada neste caso. Em vez dela, empregava=se a actio familiae erciscundae.